# غمن آب (مازو)
غمن آب (بالفارسية: گمن‌آب) هي قرية تقع في قسم مازو الريفي، بمقاطعة أنديمشك التابعة لمحافظة خوزستان، إيران. يقدر عدد سكانها بـ 40 نسمة حسب الإحصاء السكاني الذي تمّ في عام 2006.